# Cypridinodes dorsocurvata
Cypridinodes dorsocurvata is een mosselkreeftjessoort uit de familie van de Cypridinidae. De wetenschappelijke naam van de soort is voor het eerst geldig gepubliceerd in 1931 door Graf.